# ウィリアム・クンスラー
ウィリアム・クンスラー（William Moses Kunstler, 1919年7月7日 - 1995年9月4日）は、20世紀に活動したアメリカの急進派弁護士、公民権運動家である。そのユニークな風貌と、合衆国憲法が保障する言論の自由への徹底した追求姿勢で知られた。
米国・ニューヨークに外科医の息子として生まれる。イェール大学在学中には詩作に励み、その後、コロンビア大学ロースクールに学ぶ。第2次世界大戦中は太平洋地域に従軍し、陸軍少佐の地位に昇進してブロンズスターメダルを授与される。除隊後の1948年にはニューヨーク州司法試験に合格し、弁護士活動を開始する。1950年から1951年には、ニューヨーク大学ロースクールで准教授として教鞭をとった。
1964年から1972年まで、アメリカ自由人権協会の評議会委員となると同時に同協会議長をつとめる。
彼が手がけた訴訟には有名な事件が多く、弁護を担当したクライアントにはキング牧師、マルコムX、インディアンによる「ウーンデッド・ニー占拠」でFBIに訴追されたアメリカインディアン運動（AIM）のメンバー、ラッセル・ミーンズとデニス・バンクス、社会主義運動家のジェリー・ルービン、コメディアンのレニー・ブルース、ケネディ大統領暗殺事件に関与したジャック・ルビーなども含まれる。しかし彼の名をもっとも全国的に有名にしたのは、1968年の民主党大会暴動事件の首謀者とされたシカゴ・セブンの弁護を担当し、無罪を勝ち取ったことであった。
後年には、現在も後継者として活動し、当初は研修生であったロン・クービーをパートナーとし、多くの訴訟を取り扱った。
通常の弁護士活動の枠を超え、『マルコム X』や『ドアーズ』などの映画や、テレビドラマシリーズ『ロー&オーダー』に弁護士役で出演するなど、メディアへの露出も頻繁で多くの人々に知られた存在であった。